# Ammothella pilosa
Ammothella pilosa är en havsspindelart som beskrevs av Losina-Losinsky, L.K. 1961. Ammothella pilosa ingår i släktet Ammothella och familjen Ammotheidae. Inga underarter finns listade i Catalogue of Life.